# Аспис (правитель Катаонии)
Аспис (др.-греч. Ασπίς) — правитель Катаонии в IV веке до н. э.

Карта деления империи Ахеменидов на сатрапии

## Биография
Правление персидского царя Артаксеркса II было отмечено большим количеством восстаний со стороны сатрапов западных областей. В это время в Катаонии, «лесистой и укреплённой замками стране, расположенной севернее Киликии по соседству с Каппадокией», правил Аспис. Он не только не повиновался центральной власти, но и нападал на близлежащие земли и подвергал их грабежу, а также присваивал себе обозы с царской данью. Артаксеркс поручил Датаму, сатрапу Каппадокии, только что одолевшего мятежного пафлагонского царька Тия, наказать и Асписа.
Датам, по словам Непота, в это время «находился далеко от тех мест и был занят более важным делом» — подготовкой персидского войска для вторжения в Египет, однако «счёл необходимым исполнить царскую волю». С небольшим количеством отборных солдат он совершил стремительный марш—бросок через море и горы Тавра и предстал перед изумлённым Асписом, который предпочёл отказаться от сопротивления и сдаться в плен. После этого Аспис был заключен в оковы и передан Митридату — «царскому сыну» (по словам Альберта Омстеда).
Артаксеркс же, не ещё имея известий об этих событиях, решил отменить ранее отданный приказ для того, чтобы вернуть Датама, «отправленного с большой войны на малое дело», обратно к основной армии в Акку. Получив сообщение о полном успехе стремительной кампании Датама, царь щедро наградил правителя Каппадокии. Однако это вызвало зависть среди приближённых Артаксеркса, что и привело впоследствии к оговору Датама и его измене.